# Bloodthirst
Bloodthirst — музичний альбом гурту Cannibal Corpse. Виданий 19 жовтня 1999 року лейблом Metal Blade Records. Загальна тривалість композицій становить 34:37. Альбом відносять до напрямку дез-метал.

## Список пісень
| #     | Назва                         | Автор слів     | Автор музики | Тривалість |
| ----- | ----------------------------- | -------------- | ------------ | ---------- |
| 1.    | «Pounded into Dust»           | Алекс Вебстер  | Вебстер      | 2:17       |
| 2.    | «Dead Human Collection»       | Пол Мазуркевич | Пет о'Браєн  | 2:30       |
| 3.    | «Unleashing the Bloodthirsty» | Вебстер        | Вебстер      | 3:50       |
| 4.    | «The Spine Splitter»          | Mazurkiewicz   | Джек Оуен    | 3:10       |
| 5.    | «Ecstacy in Decay»            | Мазуркевич     | о'Браєн      | 3:12       |
| 6.    | «Raped by the Beast»          | Мазуркевич     | Оуен         | 2:34       |
| 7.    | «Coffinfeeder»                | Вебстер        | Вебстер      | 3:04       |
| 8.    | «Hacksaw Decapitation»        | Мазуркевич     | о'Браєн      | 4:12       |
| 9.    | «Blowtorch Slaughter»         | Мазуркевич     | Вебстер      | 2:33       |
| 10.   | «Sickening Metamorphosis»     | Вебстер        | Вебстер      | 3:24       |
| 11.   | «Condemned to Agony»          | Вебстер        | Вебстер      | 3:44       |
| 34:35 |                               |                |              |            |